# Südsee-Vagabunden
Südsee-Vagabunden ist ein US-amerikanischer Abenteuerfilm mit Krimi-Elementen aus dem Jahr 1950 von H. Bruce Humberstone mit Macdonald Carey und Shelley Winters in den Hauptrollen. Der Film wurde von Universal-International Pictures produziert und ist ein Remake des 1940 entstandenen Films Das Haus der sieben Sünden.

## Handlung
An Bord eines Schiffes, das in der Südsee unterwegs ist, leidet der Seemann Jake Davis an einer Blinddarmentzündung. Der Schiffsarzt Doc operiert ihn und will ihn in ein Krankenhaus auf der Insel Oraca bringen lassen. Im Krankenhaus wird Jake von Cognac besucht, einem verrufenen Nachtclubbesitzer. Cognac will Informationen über einen angeblichen Verkauf von Rohgummi an die Japaner während des Krieges erhalten. 
Zur gleichen Zeit wird die Sängerin Coral von der Insel verwiesen, sie soll an Bord von Jakes Schiff die Insel verlassen. Gerade an Bord gegangen, erfährt sie von Cognac, dass sie doch bleiben darf. Doc, in Coral verliebt, kündigt seinen Posten und folgt ihr. Cognac fordert Coral auf, Jake auszuhorchen. Coral und Jake unterhalten sich. Sie erzählt ihm von ihrem Schicksal; er erklärt ihr, dass er der Kollaboration mit den damaligen Feinden beschuldigt wird. Man kann ihm jedoch das Rohgummigeschäft nicht nachweisen. Die beiden beginnen eine Affäre, was Jake dazu veranlasst, seinen Namen wieder reinzuwaschen.
Die Direktoren eines internationalen Unternehmens zur Gummiherstellung kommen, von Cognac herbestellt, auf Oraca an. Die Gruppe besteht aus dem Ehepaar Don und Kay Williams, Andrews, William Grayson und Margaret Landis, Jakes Ex-Freundin, die immer an seine Unschuld geglaubt hat. Bei einem Gespräch mit seinen früheren Bekannten fällt Jake auf, dass Grayson jedes Mal, wenn eine Schiffsladung Rohgummi vermisst wurde, nicht in der Stadt war. Nachdem Jake gegangen ist, unterhalten sich Grayson und Williams. Sie befürchten, dass Jake ihre Geschäfte mit den Japanern während des Krieges enthüllen wird. Die Dienerin Lee hört das Gespräch zufällig mit.
Cognac will Grayson erpressen. Er erzählt Coral, dass er bald über viel Geld verfügen und sie mit ihm kommen soll. Coral lacht ihn aus und lässt ihn stehen. Am Abend besuchen Jake und Coral ein Fest des Unternehmens, bei dem Coral als Sängerin auftritt. Während ihres Auftritts erzählt Jake Margaret, dass er Williams in Verdacht habe. Coral sieht die beiden und verlässt eifersüchtig das Fest. Doc beschuldigt Jake, Coral das Herz gebrochen zu haben. Es kommt zu einer Schlägerei, woraufhin Jake festgenommen wird.
Cognac, der nichts von Jakes Festnahme weiß, beschuldigt ihn des Mordes an Grayson. Als Corral ihm von Jakes Festnahme erzählt, bietet er ihr an, Jake zu rehabilitieren, denn er weiß, dass Grayson und Williams das Gummi an die Japaner verkauft haben. Im Gegenzug soll Coral ihm helfen, den Mordverdacht abzuwehren. Der Polizei gegenüber sagt er aus, dass Grayson bei Coral war und sich selbst erschossen habe. Der schockierte Jake bittet Coral, die Wahrheit zu sagen, doch die bestätigt Cognacs Aussage. 
Margaret versucht, Coral dazu zu bewegen, die Wahrheit zu sagen, doch Coral schweigt. Erst als Lee ihre Aussage macht, wird Cognac wegen Mordes verhaftet. Später verlässt Coral mit Doc die Stadt. Margaret dankt ihr für das, was sie für Jake getan hat. Jake will Coral mit Margarets Hilfe vergessen.

## Produktion

### Hintergrund
Gedreht wurde der Film von Mitte Juni bis Ende Juli 1949 in den Universal-Studios in Universal City.

### Stab
Bernard Herzbrun und Richard H. Riedel oblag die künstlerische Leitung. Russell A. Gausman und Oliver Emert waren für das Szenenbild zuständig, Orry-Kelly für die Kostüme, Bud Westmore und Abe Haberman für das Maskenbild. Verantwortliche Toningenieure waren Leslie I. Carey und Richard DeWeese. Gilbert Kurland arbeitete als Produktionsmanager.

### Besetzung
In kleinen nicht im Abspann erwähnten Nebenrollen traten Michael Ansara, Fred Essler und Dewey Robinson auf.

### Musik
Folgende Songs wurden im Film von Shelley Winters gesungen:
- I'm the Lonesomest Gal in Town von Albert Von Tilzer und Lew Brown
- Blue Lagoon von Arnold Schwarzwald und Frederick Herbert
- One Man Woman von Milton Schwarzwald und Jack Brooks
- It Had to Be You von Gus Kahn und Isham Jones

Der Pianist Liberace spielte zwei Stücke von Franz Liszt.

## Veröffentlichung
Die Premiere des Films fand am 2. Januar 1950 in London statt. In den USA war er erst ab dem 30. August 1950 zu sehen. In der Bundesrepublik Deutschland kam er am 21. November 1950 in die Kinos, in Österreich fünf Tage später.

## Kritiken
Das Lexikon des internationalen Films schrieb: „Der exotische Kriminalfilm fällt höchstens durch seine verworrene Handlung und die klischeehaften Figuren auf.“
Bosley Crowther von der The New York Times bezeichnete den Film als lächerlichen vor Romantik triefenden Film, der mit der Südsee so viel zu tun habe, wie eine Papayabar an der Straße.
François Truffaut schrieb in der Filmzeitschrift Cahiers du cinéma, was den kleinen Film so reich mache, sei der Tonfall. Die Autoren erzählen eine ernste Geschichte mit dem Augenmerk auf den Humor der Situation, und dies sei eine sehr wertvolle Sache.
Der Kritiker des TV Guide urteilte, dass weder die Kulissen noch Winters Persönlichkeit die beabsichtigte exotische Inselatmosphäre aufkommen lassen.